# Hermippus arcus
Hermippus arcus là một loài nhện trong họ Zodariidae.
Loài này thuộc chi Hermippus. Hermippus arcus được Rudy Jocqué miêu tả năm 1989.